# Такацука Норіюкі
Норіюкі Такацука (яп. 高塚紀行; нар. 28 квітня 1985, Осака) — японський борець вільного стилю, бронзовий призер чемпіонату світу, срібний призер чемпіонату Азії, бронзовий призер Азійських ігор.

## Життєпис
Боротьбою почав займатися з 1998 року. Був бронзовим призером чемпіонату світу 2005 року серед юніорів.
Виступав за спортивний клуб Університету Ніхон, Токіо. Тренер — Хідеакі Томіяма.

## Спортивні результати на міжнародних змаганнях

### Виступи на Чемпіонатах світу
| Змагання                        | Збірна | Вагова категорія          | Місце  |
| ------------------------------- | ------ | ------------------------- | ------ |
| Чемпіонат світу з боротьби 2006 | Японія | вільна боротьба, до 60 кг | Бронза |

На чемпіонаті світу 2006 року в Гуанчжоу Норіюкі Такацука здобув бронзову нагороду, зазнавши єдиної поразки від іранського борця Морада Могаммаді, що став чемпіоном, а у поєдинку за третє місце переміг українця Василя Федоришина.

### Виступи на Чемпіонатах Азії
| Змагання                       | Збірна | Вагова категорія          | Місце  |
| ------------------------------ | ------ | ------------------------- | ------ |
| Чемпіонат Азії з боротьби 2008 | Японія | вільна боротьба, до 60 кг | Срібло |
| Чемпіонат Азії з боротьби 2011 | Японія | вільна боротьба, до 60 кг | 5      |
| Чемпіонат Азії з боротьби 2014 | Японія | вільна боротьба, до 61 кг | 7      |

### Виступи на Азійських іграх
| Змагання           | Збірна | Вагова категорія          | Місце  |
| ------------------ | ------ | ------------------------- | ------ |
| Азійські ігри 2006 | Японія | вільна боротьба, до 60 кг | 9      |
| Азійські ігри 2014 | Японія | вільна боротьба, до 61 кг | Бронза |

### Виступи на інших змаганнях
| Змагання                                                      | Збірна | Вагова категорія          | Місце  |
| ------------------------------------------------------------- | ------ | ------------------------- | ------ |
| Олімпійський кваліфікаційний турнір з боротьби 2008 (Мартіні) | Японія | вільна боротьба, до 60 кг | 13     |
| Золотий Гран-прі з боротьби 2010 (Красноярськ)                | Японія | вільна боротьба, до 60 кг | Бронза |
| Гран-прі «Іван Яригін» 2013                                   | Японія | вільна боротьба, до 60 кг | Бронза |
| Кубок Тахті 2014                                              | Японія | вільна боротьба, до 61 кг | Бронза |
| Турнір Яшара Догу 2014                                        | Японія | вільна боротьба, до 61 кг | 5      |
| Меморіал Вацлава Циолковського 2014                           | Японія | вільна боротьба, до 61 кг | 5      |

### Виступи на змаганнях молодших вікових груп
| Змагання                                      | Збірна | Вагова категорія          | Місце  |
| --------------------------------------------- | ------ | ------------------------- | ------ |
| Чемпіонат світу з боротьби серед юніорів 2003 | Японія | вільна боротьба, до 60 кг | 13     |
| Чемпіонат світу з боротьби серед юніорів 2005 | Японія | вільна боротьба, до 60 кг | Бронза |